# DF-21

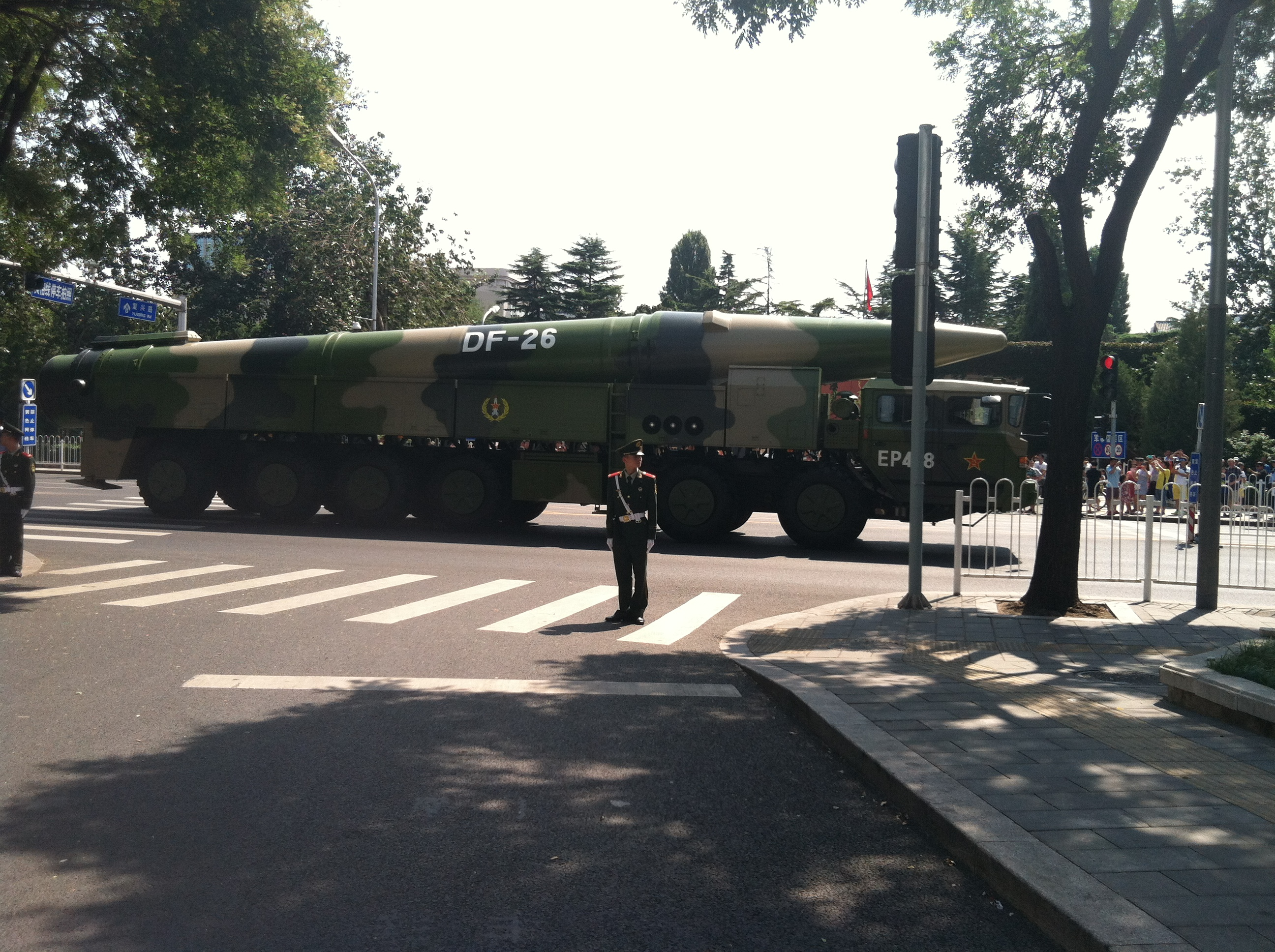
DF-26

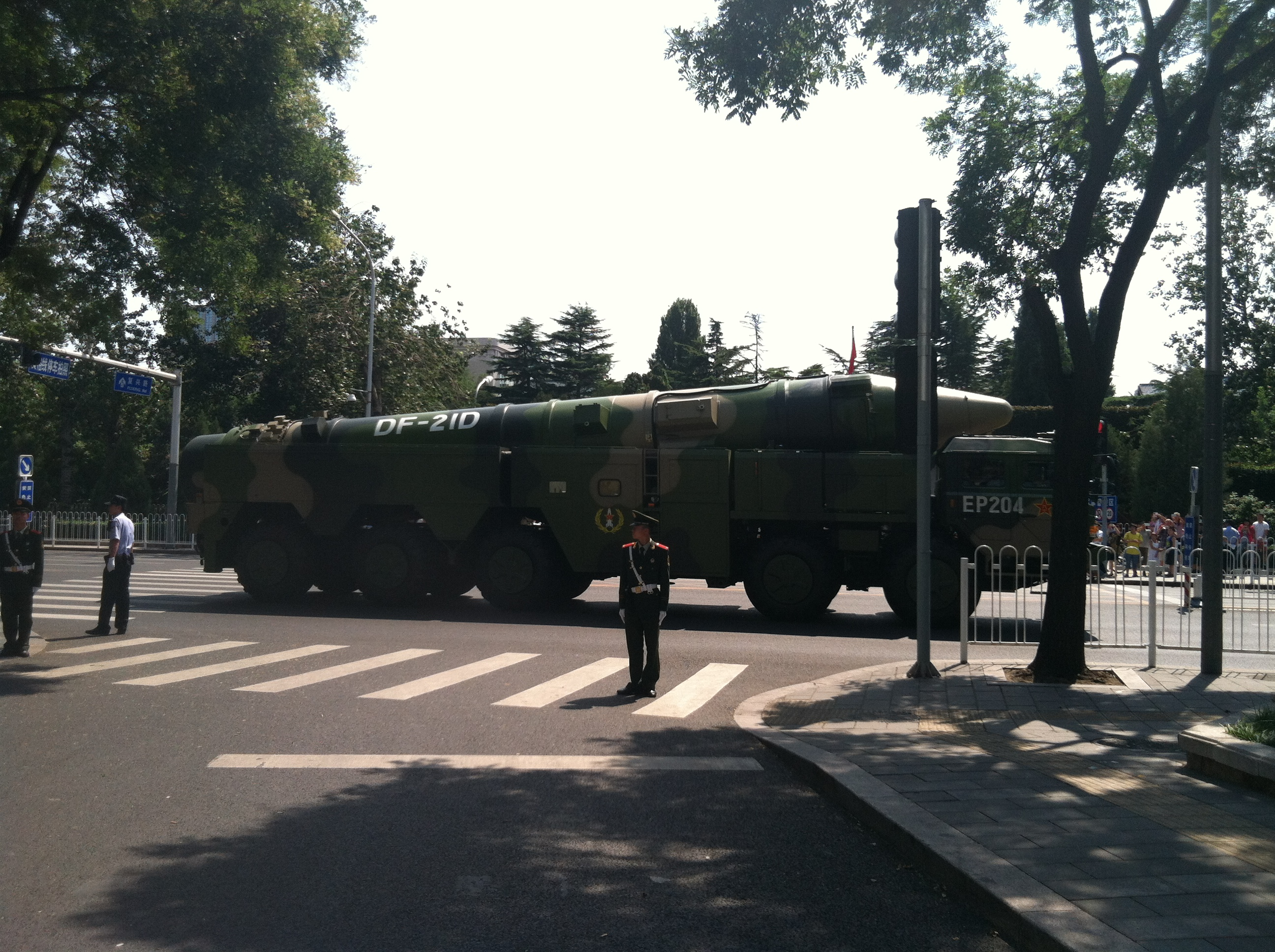
DF-21D

Dong-Feng 21 (DF-21; Tên gọi của NATO:CSS-5 - Dong-Feng (giản thể: 东风; phồn thể: 東風; bính âm: Dōngfēng) nghĩa là "Gió Đông") là tên lửa đạn đạo tầm trung (MRBM) một đầu đạn dùng động cơ nhiên liệu rắn 2 tầng do Viện Công nghệ điện tử và Cơ khí Chengfeng Trung Quốc thiết kế. Dự án bắt đầu từ cuối thập kỷ 60 và được hoàn thành vào khoảng năm 1985-1986, tên lửa này mãi tới năm 1991 mới được triển khai. Tên lửa này được phát triển từ mẫu JL-1 được phóng từ tàu ngầm và là tên lửa sử dụng nhiên liệu rắn phóng từ mặt đất của Trung Quốc. Năm 2008, Bộ Quốc phòng Mỹ ước tính Trung Quốc đã chế tạo 60 tới 80 quả tên lửa này và khoảng 60 bệ phóng.
Ban đầu được phát triển cho các mục tiêu chiến lược, các phiên bản sau của DF-21 được thiết kế cho các sứ mệnh truyền thống và nguyên tử. Người ta cho rằng các đầu đạn có thể bao gồm đầu đạn hạt nhân khoảng 300kt, đầu đạn có khả năng nổ lớn, đầu đạn chứa các đạn thứ cấp, đầu đạn hóa học. Phiên bản DF-21D mới nhất được cho là tên lửa đạn dạo chống hạm(ASBM) đầu tiên trên thế giới. DF-21 cũng được phát triển để tấn công các mục tiêu ngoài vũ trụ và có khả năng phá hủy vệ tinh.

## DF-21 (CSS-5 Mod-1)
Phiên bản cơ sở của DF 21 có tầm bắn tối đa 1,700 km và đầu đạn nặng 600 kg. Tên lửa có khả năng mang đầu đạn hạt nhân 500kt với độ chính xác khoảng 300~400m. Phiên bản này không được đưa vào hoạt động thực tế.

## DF-21A (CSS-5 Mod-2)
DF-21A được đưa vào hoạt động từ năm 1996 và đã cải thiện độ chính xác tới 100~300m sử dụng hệ thống dẫn đường GPS và radar trong đầu tên lửa được thiết kế lại. Người ta cho rằng tên lửa này có đầu đạn nhẹ hơn, khoảng 90kt nhưng có tầm bắn xa hơn (khoảng 2700 km).

## DF-21C (CSS-5 Mod-3)
Được tiết lộ năm 2006, DF-21C được cho là cải tiến của DF-21. Vai trò thực sự của tên lửa này vẫn chưa được biết đến, có thể là một phiên bản của tên lửa DF-25. Tầm bắn tối đa được cho là khoảng 1700 km. Độ chính xác của DF-21C được so sánh với tên lửa hành trình. Hệ thống dẫn đường GPS mới đã tăng độ chính xác tới 30~40m cho phép sử dụng trong các sứ mệnh tấn công chính xác.

## DF-21D (CSS-5 Mod-4) Tên lửa đạn đạo chống hạm

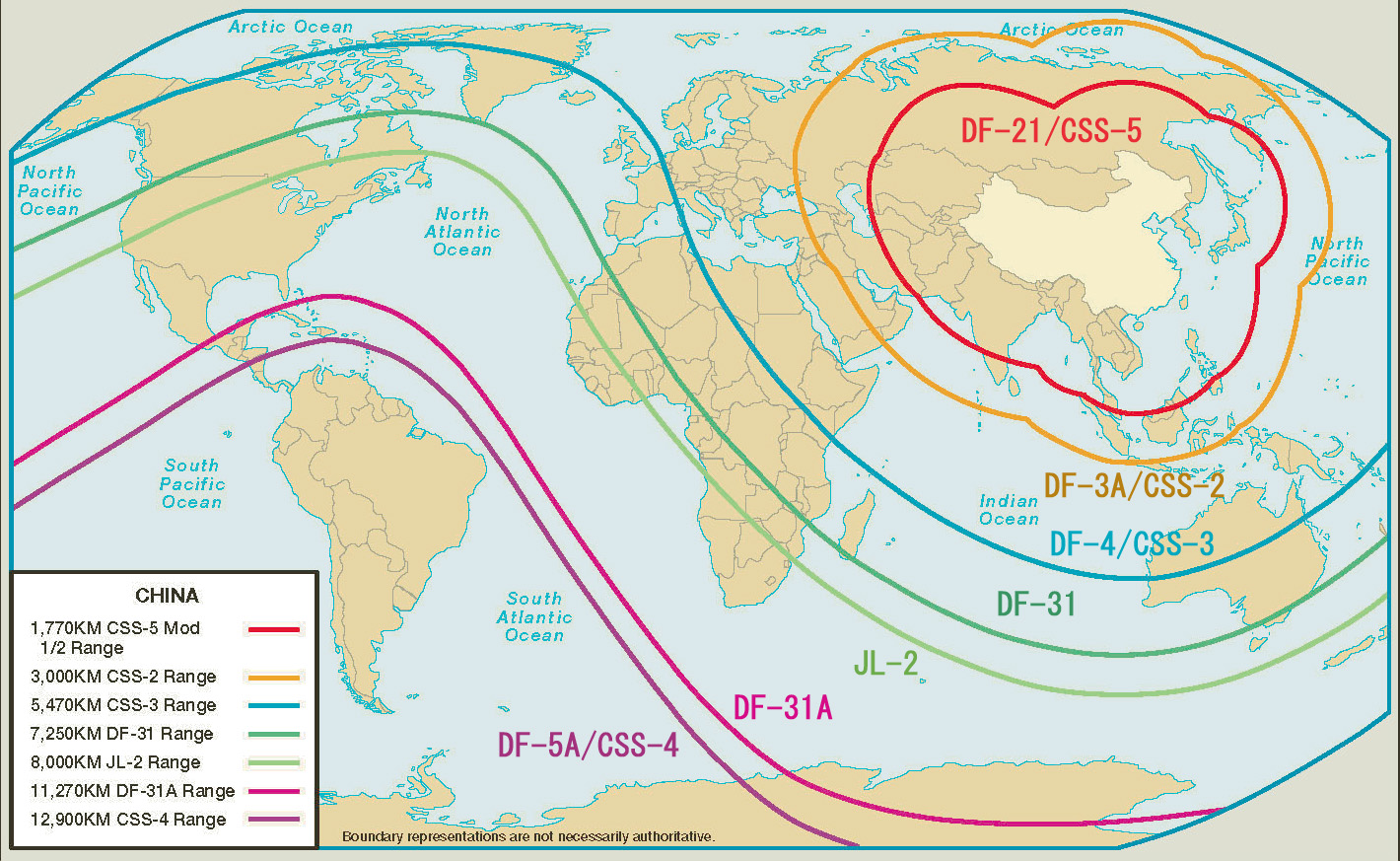
Tầm bắn của các tên lửa khác nhau của Trung Quốc; Tầm bắn của DF-21 A/B màu đỏ.

Bộ quốc phòng Mỹ đã tuyên bố Trung quốc đang phát triển tên lửa hành trình đất đối hạm sử dụng chất nổ phi hạt nhân high hypersonic dựa trên mẫu DF-21, với tầm bắn tới 3000 km. Đây sẽ là tên lửa ASBM đầu tiên và duy nhất của thế giới có khả năng tấn công tàu sân bay đang di chuyển từ các bệ phóng di động trên mặt đất. Các bệ phóng này gồm các phương tiện di động có khả năng thay đổi mục tiêu sau khi phóng (MaRV) và các hệ thống dẫn đường. Tên lửa này có thể đã được thử nghiệm vào tháng 6 năm 2005, và lần phóng vệ tinh Jianbing-5/YaoGan-1 và Jianbing-6/YaoGan-2 đã cho phép Trung quốc có thông tin về mục tiêu từ rada khẩu độ tổng hợp (SAR) và hình ảnh trực quan. Bản nâng cấp này sẽ cho phép Trung Quốc có khả năng thực hiện các điệp vụ chống xâm nhập biển để đề phòng hàng không mẫu hạm của Mỹ can thiệp vào eo biển Đài Loan. Một giáo sư tại Học viện Hải quân Mỹ đã nhận định rằng với DF-21D, Mỹ sẽ không còn vị thế độc tôn về biển như đã từng có kể từ kết thúc Thế chiến II.
Trung quốc gần đây cũng đã phóng nhiều vệ tinh để hỗ trợ ASBM
- Yaogan-VII vệ tinh quang tử 9 tháng 12 năm 2009
- Yaogan-VIII radar khẩu độ tổng hợp 14 tháng 12 năm 2009
- Yaogan-IX Chùm vệ tinh Hệ thống theo dõi biển-đại dương (3 vệ tinh) 5 tháng 3 năm 2010.[15]

## KT ABM/ASAT
Dòng tên lửa chống tên lửa đạn đạo và chống vệ tinh được cho là dòng tuyệt mật và vì vậy ít được biết đến cũng dựa trên DF-21. Được thiết kế để đánh chặn tên lửa đạo đạo và vệ tinh, KT sử dụng các kinh nghiệm có đuwọc từ dòng FJ ABM được phát triển trước đấy vài thập kỷ. Tới nay có bốn mẫu thuộc dòng này bao gồm: KT-1, KT-2, KT-2A and KT-III:
- KT-1: được thiết kế để tấn công mục tiêu dưới quỹ đạo.
- KT-1A: nâng cấp cho KT-1
- KT-409: nâng cấp bổ sung phiên bản nhiên liệu rắn
- SC-19: Phiên bản khác của KT-1
- KT-2: được thiết kế để tấn công các mục tiêu có quỹ đạo thấp (LEO) với độ cao tới 600 km.
- KT-2A: được thiết kế tấn công mục tiêu có quỹ đạo cực (polar orbit).
- KT-III: được thiế kế để tấn công mục tiêu với độ cao 1000 km hoặc hơn.

Người ta cũng đồn là các phiên bản khác của KT đang được phát triển nhưng tin đồn này chưa được kiểm chứng.